# Nijstad (Overijssel)
Nijstad is een voormalige buurtschap, thans deel van het dorp Weerselo, in de streek Twente in de Nederlandse provincie Overijssel. Sinds 2001 valt Weerselo (inclusief Nijstad) onder de gemeente Dinkelland.
Nijstad ligt aan de oostkant van de bebouwde kom van Weerselo. De naam van de buurtschap leeft nog voort in de naam van de klootschietersvereniging in Weerselo, Nijstad.
Hoofdplaats: Denekamp       Stadje: Ootmarsum

Dorpen: Deurningen · Lattrop · Lattrop-Breklenkamp · Noord Deurningen · Oud Ootmarsum · Rossum · Saasveld · Het Stift · Tilligte · Weerselo

Buurtschappen: Agelo · Beekdorp · Berghum · Breklenkamp · Dulder · Gammelke · Groot Agelo · Klein Agelo · Lemselo · Nijstad · Noordijk · Nutter · Volthe · Zoeke 

Voormalige gemeenten: Denekamp · Ootmarsum · Weerselo

Overijssel · Steden en dorpen in Overijssel      Nederland · Provincies · Gemeenten